# Vietnam-hjælpen
|  | Denne artikel er oprettet af botten Steenthbot ud fra en ekstern database. Den kan derfor have sproglige fejl eller mangler. Denne skabelon kan fjernes efter kontrol af indholdet. |

Vietnam-hjælpen er en dansk dokumentarfilm fra 1970 instrueret af Svend Aage Lorentz.